# Shaw of Tordarroch
Shaw of Tordarroch (gael. Mac Ghille Sheathanaich) – ród szkocki, należący do konfederacji Klan Chattan, pierwotnie stanowiący gałąź MacKintoshów.
Mimo iż, funkcjonuje od XIV w. jako osobny klan, nigdy nie używa się nazwy „klan Shaw” tylko określa nazwiskiem w liczbie mnogiej the Shaws.